# Municipio de Buffalo (condado de Marshall)
El municipio de Buffalo (en inglés: Buffalo Township) es un municipio ubicado en el condado de Marshall en el estado estadounidense de Dakota del Sur. En el año 2010 tenía una población de 114 habitantes y una densidad poblacional de 1,21 personas por km².

## Geografía
El municipio de Buffalo se encuentra ubicado en las coordenadas 45°37′00″N 97°17′13″O / 45.61667, -97.28694. Según la Oficina del Censo de los Estados Unidos, el municipio tiene una superficie total de 93.95 km², de la cual 73,92 km² corresponden a tierra firme y (21,32 %) 20,03 km² es agua.

## Demografía
Según el censo de 2010, había 114 personas residiendo en el municipio de Buffalo. La densidad de población era de 1,21 hab./km². De los 114 habitantes, el municipio de Buffalo estaba compuesto por el 39,47 % blancos, el 50,88 % eran amerindios y el 9,65 % eran de una mezcla de razas. Del total de la población el 1,75 % eran hispanos o latinos de cualquier raza.